# Oma (plaats in Rusland)
Oma (Russisch: Ома) is een dorp (selo) in de selskoje poselenieje Omski in het district Zapoljarny van de Russische autonome okroeg Nenetsië. Oma telde bij de laatste volkstelling van 2010 763 inwoners. De meeste inwoners zijn Russen en Nenetsen. De inwoners houden zich vooral bezig met de rendierhouderij, jagen (op patrijzen en ganzen), wakvissen en de handel.

## Geografie
Het dorp ligt ongeveer 10 kilometer ten zuiden van de noordpoolcirkel aan een bocht van de gelijknamige rivier Oma. De plaats is alleen bereikbaar per boot (in de zomer), per sneeuwweg (in de winter) of per vliegtuig, waarvoor een kleine landingsbaan is aangelegd. Iets ten zuiden van Oma ligt de onbewoonde plaats Savino. Ten westen van de plaats ligt het dorpje Vizjas en ten noordoosten het dorpje Snopa.
Het klimaat in de plaats is erg streng: De winter duurt er 7 maanden, waarbij de temperaturen kunnen dalen tot -50°C.

## Geschiedenis
De plaats zou in de 17e eeuw zijn gesticht door Oudgelovigen, maar er is niets met zekerheid over de stichting bekend. Oma zou volgens een verhaal een Nenetsische verbastering zijn van het Russische woord 'obman' voor "zwendel"; handelaren die naar de plaats kwamen, zouden de bevolking hebben geprobeerd te bedriegen. In de jaren 1930 werd in verband met de collectivisatie de bevolking omliggende dorpjes Savino, Tarasovo, Tsjoepovo en Sacharovo gedwongen door de NKVD om zich te vestigen in Oma. Tegelijkertijd werden er een rendierhouderskolchoz en coöperatie opgezet. Na de Tweede Wereldoorlog werden er een school, internaat en dorpshuis gebouwd. In 1998 brandde de school af en werd er een nieuwe school gebouwd. De plaats is behoorlijk gegroeid in de afgelopen decennia. In 2011 kreeg de plaats straatnaambordjes.